# ハレンシュタディオン
ハレンシュタディオン（Hallenstadion）はスイス・チューリッヒにある屋内競技場。

## 概要
1939年に完成。ハレンシュタディオンでは毎年チューリッヒ6日間レースの会場としての使用の他、アイスホッケー世界選手権、欧州男子ハンドボール選手権、テニス、ボクシング、コンサートの会場として使用されている。2011年と2015年、2016年2月には同地でFIFA総会が開催された。